# Podagrion macrurum
Podagrion macrurum är en stekelart som beskrevs av Carlos Schrottky 1902. Podagrion macrurum ingår i släktet Podagrion och familjen gallglanssteklar. Inga underarter finns listade i Catalogue of Life.